# Elsa Montagnon

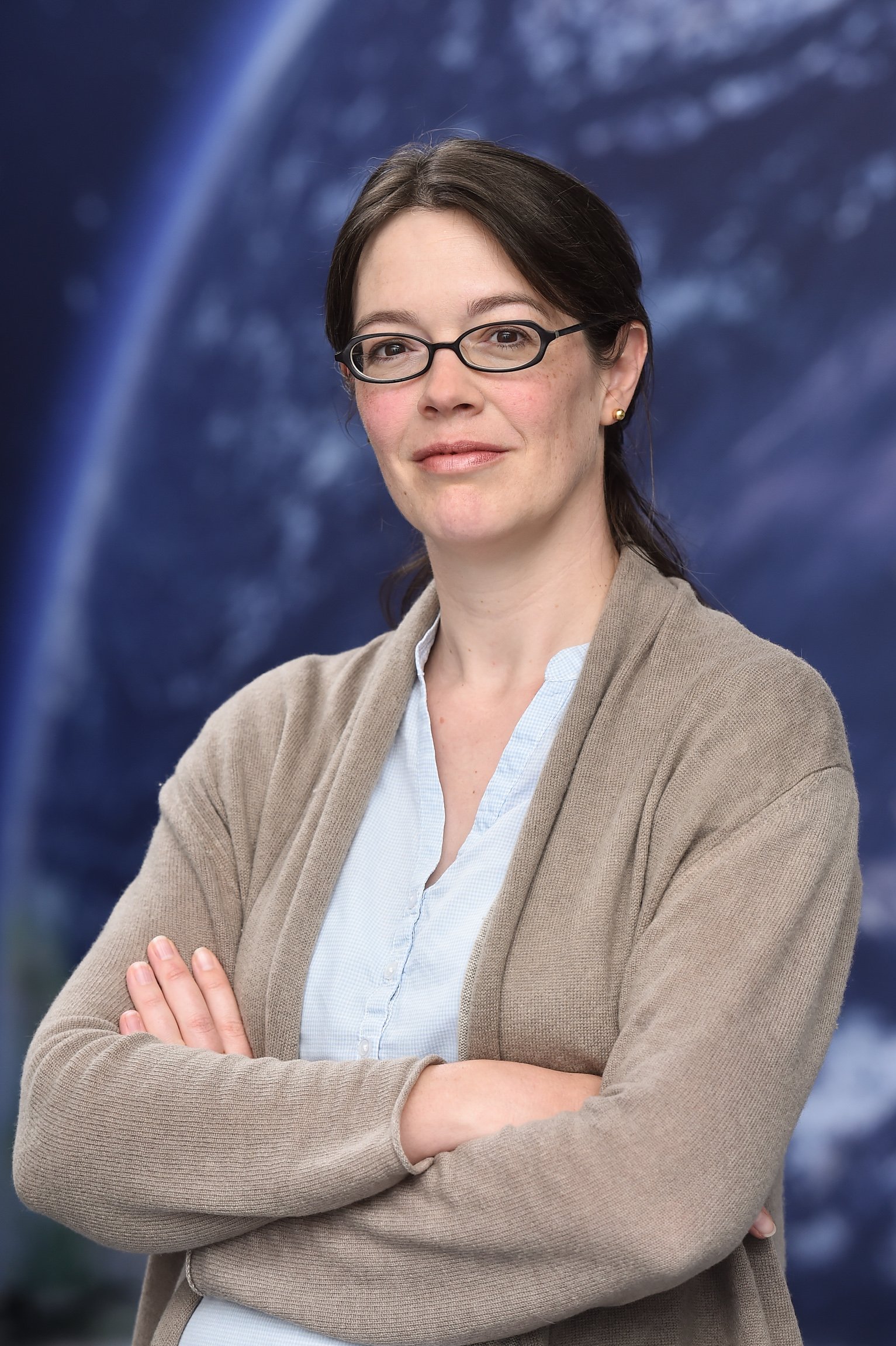
Elsa Montagnon

Elsa Montagnon (* 1976 in Dijon) ist eine französische Ingenieurin. Seit 2007 leitet sie die Flugkontrolle der Merkur-Mission "BepiColombo" der Europäischen Weltraumorganisation in Darmstadt.

## Leben
Elsa Montagnon, Tochter einer hohen Staatsangestellten und eines Chirurgen, interessierte sich schon in der Schule am meisten für die Wissenschaft. Sie studierte Maschinenbau an der Ecole Centrale Paris und an der Technischen Universität München.

## Werdegang
Seit 1999 arbeitet Elsa Montagnon bei der ESA. Bevor sie 2007 zur BepiColombo-Raumsonde Operations Managerin wurde, arbeitete sie als Flugbetriebssystem-Ingenieurin bei der Rosetta-Mission der ESA. "Sie ist eine der wenigen Frauen in ihrem Beruf – und will ein Vorbild sein". Sie setzt sich für "Diversität" ein und hält Vorträge an Schulen.